# رود سن (روسیه)
رود سن (روسی: Сэн) یک رودخانه در استان یاقوتستان کشور روسیه است.